# Stathmodera aethiopica
Stathmodera aethiopica là một loài bọ cánh cứng trong họ Cerambycidae.